# الحوار أفقا للفكر
الحوار أفقا للفكر كتاب للفيلسوف و الأكاديمي والمفكر طه عبد الرحمان، الحاصل على جائزة الإسيسكو في الفكر الإسلامي والفلسفة سنة 2006، يروم الوقوف على بعض إشكالات الأمة الإسلامية وحفزها على مزيد من الارتكاز إلى عماد التفكير متوسلا بالحوار بغية الإسهام في السلوك بالأمة إلى برّ الأمان من مختلف إشكالاتها التي تعرض لها
الكتاب صدر عن عن الشبكة العربية للأبحاث والنشر ب بيروت عام 2013 ، و يقع في 190صفحة و صدرت منه عدة طبعات.

## نبذة
.يتكوّن الكتاب من تقديم، وعشرة فصول، وملحقين. يتدرّج في طرح قضايا فكرية تتراوح بين التجربة الشعرية، والعقلانية الحوارية، والفلسفة الأخلاقية، وصولًا إلى أسئلة الترجمة، الحداثة، والتراث، بهدف بلورة مشروع فلسفي عربي مستقل، متجذر في القيم والأصالة. اعتمد المؤلف على المنهج التوثيقي في هذا الكتاب من خلال كتب التراث المختلفة ، إضافة إلى المنهج التحليلي القائم على عناصر من النقد و منها على الخصوص نقد فلسفة ابن رشد.

## المحتوى

### مقدمةالكتاب
يشير المفكر طه عبد الرحمن في مستهل كتابه إلى ضرورة الاجتماع حول مائدة الفكر وممارسة التأمل العميق في قضايا واقعنا. ومن خلال طرحه لجملة من الأسئلة المرتبطة بالزمن والمكان والأفكار، يكشف عن حالة من التيه الفكري يعيشها الإنسان المعاصر، تتجلى في التشتت والضياع على مختلف المستويات. ولمواجهة هذا الوضع، يقترح طه تصورًا يقوم على الاهتداء إلى "الأفكار الصالحة" و"الوسائل النافذة"، باعتبارهما المدخل إلى تجاوز هذا التيه. ويعلن المؤلف من خلال هذا التقديم انخراطه الواعي في أداء واجبه الفكري، ساعيًا إلى استنباط الأفكار الكبرى التي من شأنها أن تزيح صغائر التفكير. ومن هذا المنطلق، لم يتردد في قبول المشاركة الإعلامية ضمن برامج التوعية والتحسيس، إيمانًا منه بأن الحوار الفكري الجماعي يمثل ركيزة أساسية للنهوض بالفعل التفكري الجماعي وخدمة القضايا الكبرى.

### الفصل الأول: من تجربة الشعر إلى تجربة الروح
يتناول هذا الفصل ملامح من المسار الفكري للكاتب، حيث يؤكد على الطابع الإبداعي الذي يميز فلسفته، وسعيه إلى تعميم التفلسف بين الناس، بخلاف المنهج الرشدي الذي حصر الفلسفة في النخبة. يروي طه كيف انتقل من الشعر إلى المنطق بعد صدمة هزيمة 1967، ثم عاد لاحقًا إلى تجربة شعرية جديدة مرتبطة بلغة الوجود وتغذية الروح، ووجد فيها لذة جمالية وروحية تفوق تجربته الأولى.
يرفض طه القطيعة بين الفلسفة والتجربة الروحية، ويستشهد بتجارب فلاسفة مثل فتغنشتاين الذي جمع بين المنطق والشعر. كما يؤكد أن حدود العقل أصبحت اليوم مسألة علمية مثبتة بالبرهان الرياضي، لا مجرد رأي فلسفي أو صوفي.
ويخلص الفصل إلى أن الجمع بين ترويض العقل وتزكية الروح ينسجم مع مبدأ الوسطية الإسلامية، الذي يجعل الاعتدال في الفكر والروح أساسًا لصحة الإنسان النفسية والوجودية.

### الفصل الثاني: من منهج المناظرة إلى العقلانية الحوارية
يؤكد طه عبد الرحمن في هذا الفصل أن الحوار هو الأصل في كل كلام، وأنه ليس مجرد وسيلة تواصل، بل يشكل بنية أساسية في التفكير الإنساني. ويناقش أهمية الحوار من خلال ثلاثة مستويات مترابطة:
- الأهمية الآلية: يشير فيها إلى أن الحوار يمنح الإنسان حقوقًا ويُلزمه بواجبات، وهو عطية إلهية تمكّنه من صقل ملكته الاستدلالية وتطوير أساليب تفكيره.
- الأهمية الداخلية: حيث يُعد الحوار مع الآخر وسيلة لاكتشاف الذات، إذ يرى طه أن الإنسان يتكوّن من "ذات" و"غير" في آنٍ واحد، ومن خلال الحوار يتعرف إلى نفسه بشكل أعمق.
- الأهمية الخارجية: وتتعلق بامتداد الحوار إلى جميع الناس، بغض النظر عن انتماءاتهم الدينية أو الثقافية. فالحوار – في نظر طه – لا ينبغي أن يُحصر بين أبناء الديانة الواحدة أو الثقافة الواحدة، بل يشمل غير المسلمين وأتباع الديانات كافة، وفي جميع القضايا، دون استثناء.

ويُلاحظ أن منظور طه للحوار ينسجم مع ما ورد في القرآن الكريم والسنة النبوية، إذ يورد نماذج قرآنية عديدة تدل على مركزية الحوار، مثل حوار الله مع الملائكة وآدم وإبليس، وحوار النبي صلى الله عليه وسلم مع المرأة التي جادلت في زوجها. وبناءً على هذه النماذج، يمكن اعتبار موقف طه من الحوار صائبًا، لأنه يستند إلى رؤية دينية وأخلاقية شاملة تؤسس لعقلانية حوارية تتجاوز المناظرة الجدلية التقليدية.

### الفصل الثالث: من مراتب العقلانية إلى سمو العقلانية الإسلامية.
في هذا الفصل، يرسّخ طه عبد الرحمن قناعته بأن للعقل حدودًا، وأن العقلانية ليست نمطًا واحدًا بل تتجلى في صور ومراتب متعددة. وعلى الرغم من تأثره بالفكر اليوناني، إلا أنه يرفض الثنائيات التي تضع العقل في مواجهة مع الشرع. ويرى أن مفهوم العقل في التصور الإسلامي يختلف جوهريًا عنه في التصور اليوناني؛ ففي الفلسفة اليونانية يُعد العقل جوهرًا قائمًا بذاته، بينما في الرؤية الإسلامية يُفهم العقل بوصفه "فعلاً" يصدر عن القلب.
ومن هذا المنطلق، يربط طه بين العقل الإسلامي ومفهوم "التكوثر"، حيث إن العقل المرتبط بالقلب يتميز بالتعدد والتقلب، مما يفتح المجال لتعدد الزوايا والنظرات، على خلاف التصور الأحادي الصلب للعقل عند غير المسلمين.
كما يناقش طه وظيفة العقل، محددًا إياها في "اقتناص العلاقات" بين الأشياء. ويُبيّن كيف أن الإغريق رأوا في العقل نظامًا كونيًا شاملاً يربط بين جميع الموجودات، في حين أن المحدَثين – بحسب طه – ينظرون إلى العقل باعتباره أداة تربط الوسائل بالغايات فقط، دون قدرة على الإحاطة الشاملة بالعلاقات بين جميع الأشياء.
وهذا التحديد لوظيفة العقل عند المحدَثين يتماشى مع الرؤية التي يطرحها طه عن محدودية العقل، مؤكدًا بذلك أن العقل الإنساني ليس مطلقًا، بل مقيد بإمكاناته وحدوده، وأن تجاوز تلك الحدود لا يكون إلا بالارتقاء إلى العقلانية الإسلامية، التي تستمد سموها من اتصالها بالقلب، باعتباره مصدرًا للمعرفة والتعدد.

### الفصل الرابع: من الفلسفة المجردة من العمل إلى الفلسفة المسددة بالأخلاق.
يناقش طه عبد الرحمن في هذا الفصل الموقف التقليدي الذي يعتبر الفلسفة مجرد نشاط معرفي تجريدي، ويعارض هذا التصور بقوة، مؤكدًا أن الفلسفة الحقة لا تكتمل إلا إذا اقترنت بالعمل، وأن الغاية من التفكير الفلسفي لا تقف عند حدود التأمل النظري، بل يجب أن تنعكس في السلوك العملي والأخلاقي.
ويتّسق هذا مع المرجعية الإسلامية التي تؤكد على الارتباط الوثيق بين الإيمان والعلم والعمل، وهي فكرة أصيلة في الفكر الإسلامي، ومن هذا المنظور، يدعو طه عبد الرحمن إلى فلسفة "مُسددة بالأخلاق"، تكون وظيفتها التوجيه والعمل، لا الاكتفاء بالتحليق في فضاءات التجريد النظري، معتبرًا أن الفلسفة الأصيلة هي تلك التي تخدم الإنسان في واقعه الروحي والخلقي، وتُسهم في بناء وجود أكثر صدقًا واتزانًا.

### الفصل الخامس: من مراتب الترجمة إلى همّ الإبداع في الترجمة.
يفصل طه عبد الرحمن في هذا الفصل القول في مسألة الترجمة، مقسمًا إياها إلى ثلاث مراتب متصاعدة:
- الترجمة التحصيلية: وهي الترجمة الحرفية التي تنقل النصوص كما هي دون اجتهاد في المعنى أو السياق.
- الترجمة التوصيلية: تسعى إلى إيصال مضمون النص إلى القارئ، مع بعض التصرف الذي لا يُخلّ بالمعنى الأصلي.
- الترجمة التأصيلية: وهي في نظره أعلى مراتب الترجمة، حيث تأخذ بعين الاعتبار عبقرية اللغة المنقول إليها النص، وتحاول إعادة إنتاج النص بروح جديدة متناسبة مع البيئة اللغوية والثقافية الجديدة. وهذه الترجمة ليست مجرد نقل، بل إبداع فلسفي حقيقي.

ويؤكد طه أن أزمة الفلسفة العربية لا تعود إلى طبيعة قضاياها أو جرأتها في الطرح، بل إلى عجزها عن تفعيل الطاقة التعبيرية الكامنة في اللغة العربية، وهي اللغة التي يرى أنها قادرة، إذا أُحسن استخدامها، على "رفع قلق العبارة الفلسفية" وجعلها أكثر وضوحًا وفعالية.
وفي هذا السياق، يصرّح طه بموقفه الناقد من مشروع ابن رشد، معتبراً أن ترجمته لفلسفة أرسطو لم تتجاوز مرتبة "الترجمة التوصيلية"، وأنها شابها الكثير من الأخطاء بسبب عدم إتقانه للغة اليونانية. ويُرجع طه بعض جوانب فشل مشروع ابن رشد إلى هذا القصور، إلى جانب ما يعتبره "علمنة فكرية"، تمثلت في فصل ابن رشد بين الحكمة الإسلامية والفلسفة، وهو فصل يراه طه مخلًا بجوهر الفلسفة الإسلامية، التي ينبغي أن تكون موصولة بالوحي ومسددة بالأخلاق.

### الفصل السادس: من روح الحداثة إلى الحداثة الإسلامية.
في هذا الفصل، يبرز طه عبد الرحمن موقفه النقدي من مفهوم التقليد، سواء أكان تقليدًا سلفيًا أو حداثيًا، مؤكدًا أن كلا الاتجاهين لا يخرجان عن كونهما مقلدين إلى حدٍّ كبير. ويرى أن الحداثة ليست واقعًا جامدًا بل هي قيم وروح يمكن تنزيلها وتكييفها في كل زمان ومكان.
ومن هذا المنطلق، يقبل طه بالحداثة بوصفها روحًا، ويدعو إلى تجديدها والإبداع فيها، على غرار ما أبداه في مجال المناظرة الذي تناولَه في الفصول السابقة. وقد صاغ مجموعة من المبادئ التي تشكل أساس الحداثة، أبرزها ثلاثة مبادئ رئيسية هي: “مبدأ الرشد”، و”مبدأ النقد”، و”مبدأ الشمول”.
كما يوضح أن الحداثة في الغرب ليست نموذجًا واحدًا موحدًا، بل هي متعددة الأنواع، وذلك لتفادي الوقوع في لبس أو إشكال عند من يدعون إلى الحداثة ويريدون فرض صورة واحدة عليها دون الاعتراف بتعددها وتنوعها. بهذا، يدعو إلى فهم الحداثة بشكل أكثر شمولية ومرونة بما ينسجم مع خصوصية الثقافات والأمكنة المختلفة.

### الفصل السابع: الحداثة في ميزان الأخلاق.
يتناول طه عبد الرحمن في هذا الفصل موضوع الحداثة من عدة جوانب، بداية بتعريفها باعتبارها سلسلة من التحولات الإنمائية التراكمية التي ساهمت في انتقال المجتمع الغربي من مرحلة إلى أخرى. فالحداثة، وفقًا له، هي صناعة مجتمعية ذاتية في الغرب، وتتمحور في جوهرها حول الإبداع، لذلك يرى أن "حيثما وُجد العطاء المبدع، كانت هناك حداثة"، كما يسلط المؤلف الضوء على الحداثة باعتبارها عقيدة تتجسد في مبادئ أساسية، منها:
- مبدأ العقلانية الذي يرفع من شأن العقل ويُقصي الوحي.
- مبدأ العلمانية الذي يركز على العالم الدنيوي، ويُغفل التفكير في الآخرة.

وينتقد المؤلف بشدة فكرة وجود حداثة عربية أصلًا، مشيرًا إلى أن معظم الذين تحدثوا في هذا الشأن لم يقدموا سوى نقل تجارب الغرب دون أي إضافة إبداعية حقيقية. ويؤكد أن الأخذ من الآخر ليس مرفوضًا بحد ذاته، بل المشكلة الحقيقية تكمن في التقليد الأعمى الذي يُقتل الإبداع ويمنع التجديد.

### الفصل الثامن: كيف يحقق العربي استقلاله الفلسفي؟
يرى طه عبد الرحمن أن للعربي الحق في امتلاك فلسفة خاصة به، تميّزه عن الآخرين من خلال التكميل والإبداع، وليس من خلال الانزواء أو الانغلاق. وهذا ما يقصده بقوله "تميّز تكميل"، إقرارًا بجهود وإبداعات الآخرين التي يأخذها المسلم والعربي دون أن يكون ذلك سرقة أو ادعاء ملكية لما هو في الأصل إنتاج غيره.
ومع اعترافه بأن التفلسف حق للعربي، يشير إلى وجود موانع تحول دون تحقيق هذا الحق، من بينها الفكرة السائدة التي تصوّر الفلسفة كنتاج للعقل الخالص، مما يجعلها حكراً على الغرب وحده.
وبالنسبة لسؤال هل يؤدي تعدد الفلسفات إلى صدام بينها؟، يرد طه بأن هذا الاعتقاد غير صحيح، لأن الخصوصية الفلسفية تنطلق من سياق تداولي خاص، لكنها تبقى منفتحة على القيم والمجالات الأخرى. فهو يؤكد أن الكونية لا تتناقض مع الخصوصية، إذ "الكونية هي عبارة عن معانٍ تلبس لباس الخصوصيات المختلفة"، وبذلك تصبح الكونية في جوهرها مجموعة من الخصوصيات المتضافرة.
كمثال على ذلك، يذكر مفهوم العدل، الذي يعد من المفاهيم الكونية، لكنه يختلف تفسيره وتطبيقه بحسب المجتمعات الإسلامية والغربية.

### الفصل التاسع: كيف نصل بين مبادئ التراث ومبادئ الحداثة؟
في هذا الفصل، ورد سؤال للمؤلف حول سبب اهتمامه بالتراث، فكان جوابه فلسفيًا، حيث يرى أن الإنسان يحتاج إلى الربط بالماضي كي يستطيع استشراف المستقبل. بناءً عليه، يرى طه أن التراث يمكّن الإنسان من "تثبيت هويته" ومن اكتساب المؤهلات التي تعينه على الإبداع والعطاء.
ويناقش المؤلف مفهوم الحاضر، معتبرًا إياه غير موجود بحقيقته، إذ هو في جوهره امتداد للماضي والمستقبل معًا. فإذا كان الماضي يرسخ هوية الإنسان، فإن المستقبل يمنحه قوة الإبداع. ويشدد على أن الاستغراق في الماضي دون حركة نحو المستقبل يضر بالهوية وبالقدرة على الإبداع، لذا فالصواب هو أن يكون الماضي نقطة انطلاق نحو أفق مستقبلي حافل بالابتكار والتجديد.

### الفصل العاشر: كيف تظلم القراءات الحداثية التراث الإسلامي؟
يتناول هذا الفصل موضوع القراءة الحداثية للنصوص الإسلامية، حيث يعرض المؤلف أبرز الخطط التي اتبعها من تبنوا هذا النهج في فهم التراث. من بين هذه الخطط، خطة "الأنسنة" التي تهدف إلى نزع القداسة عن النص الديني وتحويله إلى مجرد نص بشري. كما يستعرض خطة "الأرخنة" التي تسعى لإرجاع النصوص إلى سياقاتها التاريخية، مع التركيز على الظروف والمقاصد التي أنزلت فيها. بالإضافة إلى ذلك، يشرح خطة "العقلنة" التي تركز على استبعاد البعد الغيبي من النص القرآني، متجاهلة كل ما يتعلق بالمحسوس واللامحسوس.
وينتقد المؤلف دعاة القراءة الحداثية للقرآن الكريم، مؤكدًا أنهم نقلوا أدوات ومناهج التعامل مع النصوص الدينية المسيحية دون تمحيص أو نقد، مطبقين إياها على النص القرآني دون مراعاة الفروق والسياقات التاريخية التي نشأت فيها هذه القراءات الغربية، مما أدى إلى ظلم التراث الإسلامي وتشويهه.

### الملحق الأول: حرية التعبير وحق الاختلاف
يناقش المؤلف في هذا الملحق طبيعة حرية التعبير وحق الاختلاف، مؤكدًا أن أفعال الإنسان وأوصافه ليست مطلقة، وهذا ينعكس على طبيعة الحرية والاختلاف التي لا يمكن أن تكونا مطلقتين أيضًا. ويرى أن مفهومَي "عدم الإطلاق" و"التقييد" متقاربان جدًا، لكنه يفضل استبدال مصطلح "التقييد" بـ"التهذيب" للتخفيف من الحساسية التي تثيرها كلمة التقييد.
بناءً على ذلك، يقترح المؤلف عبارتي "تهذيب حرية التعبير" بدلاً من "تقييد حرية التعبير"، و"تهذيب حق الاختلاف" بدلاً من "تقييد حق الاختلاف"، موضحًا الحقائق التي تدعم هذا الاستبدال اللغوي.
كما يطرح المؤلف أسئلة مهمة حول العلاقة بين حرية التعبير وحق الاختلاف: هل هي علاقة توافق، أم تعارض، أم أنها تتسم بالتناقض من جهة والتوافق من جهة أخرى، مما يستدعي فهمًا دقيقًا لهذه العلاقة في سياق الحياة الاجتماعية والسياسية.

### الملحق الثاني: الحوار في ظل حضارة واحدة وإرهاب متعدِّد
يفسر المؤلف لفظة "الحضارة" على أنها مصطلح عام ومبهم، فقد تُستخدم أحيانًا بمعنى الثقافة، وأحيانًا أخرى بمعنى أوسع أو أضيق منها. كما أن مصطلح "حوار الأديان" قد يُستخدم أحيانًا بالتبادل مع "حوار الحضارات".
يرى المؤلف أن الحضارة تقوم على عنصرين أساسيين: "الفعل العمراني الأوسع" و"الفعل التاريخي الأعمق". وبناءً عليه، تعتبر الحضارة الغربية هي الحضارة القائمة والحقيقية، بينما لا تُعد الحضارة الإسلامية حضارة بالمعنى الدقيق لهذه المعايير.
لذا، يخلص إلى أن مفهوم "حوار الحضارات" ليس ذا موضوع حقيقي، لأنه لا يمكن أن يكون حوارًا بين حضارة موجودة ومشهودة، وأخرى غائبة أو منقرضة.
يقترح المؤلف استبدال عبارة "حوار الحضارات" بعبارة "حوار الحضارة الغربية مع الثقافات الأخرى"، مما يعكس نظرته إلى أن الحضارة الإسلامية هي في الأصل ثقافة وليست حضارة.
ويطرح تساؤلات مهمة حول مدى صحة ما كُتب عن الحضارة الإسلامية، وهل هي في الحقيقة مجرد كتابات عن الثقافة الإسلامية، وما هو مصير تلك الكتابات إذا تم تصنيفها ضمن باب الثقافة لا الحضارة، وهل يجب إلغاؤها أو التعامل معها بطريقة مختلفة.

## اقتباسات
يترتب على هذا أن الوسيلة العقلية التي كان يستعملها إلى غاية وقوفه على هذه الحدود، أضحت لا تغنيه، فأصبح بذلك، مطالباً بأن يبحث عن وسيلة أخرى لتجاوز تلك الحدود ومعرفة ما وراءها ، لأن الحقيقة التي يطلبها هي دائماً أمامه، وليست بين يديه، ولا هي في ملكه، بل هي في أفقه. ومعلوم أن مسألة «حدود العقل» لم تعد اليوم مسألة فلسفية، بل أضحت مسألة رياضية بامتياز؛ فهناك نظريات رياضية معلومة توصل إليها علماء رياضيون مشهورون من أمثال كورت غودل تُبرهن على وجود هذه الحدود.